# Cuphea teleandra
Cuphea teleandra é uma espécie endêmica do cerrado do estado de Minas Gerais.